# Rådegård
 Der er for få eller ingen kildehenvisninger i denne artikel, hvilket er et problem. Du kan hjælpe ved at angive troværdige kilder til de påstande, som fremføres i artiklen.

Rådegård er en gård 1½ km nordøst for Everdrup. Den blev dannet som en avlsgård under Sparresholm i 1607. Hovedbygningen er opført i 1887-1888 og er ombygget i 1961
Rådegård Gods er på 439 hektar med Tågeskovgård

## Ejere af Raadegaard
- (1607-1632) Jens Sparre
- (1632-1658) Christian Sparre
- (1658-1662) Sidsel Kaas gift von Hahn
- (1662-1688) Søren Severin Lauridsen-Prestonius
- (1688-1689) Jens Lauridsen-Prestonius
- (1689-1720) Laurids Lauridsen-Prstonius
- (1720-1743) Anders Christensen-Lauridsen
- (1743-1767) Laurids Andersen Lauridsen
- (1767-1771) Jacob Hansen
- (1771) Andreas From
- (1771-1772) Just Henrik Voltelen
- (1772-1776) Christian Frederik von Holstein
- (1776) Gregers Juel
- (1776-1778) Enke Fru Juel
- (1778-1781) Mouritz Friedenrrich
- (1781-1789) Thomas Beringschiold-Wedelsparre
- (1789-1799) Johan Friderich Heinrich
- (1799-1804) Charles August Selby
- (1804) C. Grandjean
- (1804-1808) Peder Jochum Grandjean
- (1808-1828) Jacob Muus
- (1828-1834) Enke Fru Muus
- (1834-1850) H. Callisen
- (1850-1870) Jul. Edv. Wahl
- (1870-1879) Enke Fru Wahl
- (1879-1882) K. Kerrn
- (1882-1905) G. Barfred Petersen
- (1905-1906) C. F. G. Hansen
- (1906-1909) Edv. Hansen
- (1909-1912) C. F. Andersen
- (1912-1915) Jørgen greve Stampe
- (1915-1916) Christensen
- (1916-1919) H. J. N. Matzen
- (1919-1921) Eigil Holst
- (1921-1923) S. Poulsen
- (1923-1940) Johan Palle Johnsen
- (1940-1943) Forskellige Ejere
- (1943-1961) A/S Ambrebel
- (1961-1990) Ejler John Harry Ruge
- (1990-1991) Ole Knud Tholstrup
- (1991-2016) Raadegaard Gods A/S v/a Jan Ole Tholstrup (søn)
- (2016-2022) Morten og Steffen Olsen-Kludt[1]
- (2022-      Steff Rølund Andersen[2]